# Dominique Arnould
Dominique Arnould (Luxeuil-les-Bains, 19 novembre 1966) è un dirigente sportivo, ex ciclocrossista e ciclista su strada francese. Attivo dal 1988 al 2004, fu campione del mondo di ciclocross nel 1993. Dal 2005 è direttore sportivo del team TotalEnergies.

## Carriera
Passato professionista nel 1988, corse soprattutto nel ciclocross vincendo cinque campionati nazionali (1989, 1993, 1994, 2002, 2003), a cui si aggiungono quattro secondi posti (1990, 1992, 1998 e 2000) ed un terzo (1997); nel 1993 a Corva fu campione mondiale della categoria professionisti. Nel ciclismo su strada nel 1992 si impose nel Giro di Puglia ed in una tappa del Tour de France; quell'anno fu inoltre secondo nel Grosser Preis des Kantons Aargau. Aveva un fratello, Thierry, anch'egli ciclista, morto nel 1994.
Dal 2005 è direttore sportivo della formazione vandeana TotalEnergies (nota in precedenza come Bouygues, Europcar e Direct Énergie), affiancando Jean-René Bernaudeau.

## Palmarès

### Ciclocross
- 1988-1989

Campionati francesi
- 1992-1993

Campionati francesi
Campionati del mondo
- 1993-1994

Pontchâteau
Campionati francesi
Saint-Herblain, 5ª prova Coppa del mondo
- 1994-1995

Wangen, 1ª prova Coppa del mondo
Sable-sur-Sarthe, 5ª prova Coppa del mondo
- 1995-1996

Saint-Herblain
Pétange
- 1998-1999

Tétange
Blaye
- 1999-2000

Fourmies-Val Joly
Pontchâteau
- 2001-2002

Dangu
Differdange
Lutterbach
Pétange
Campionati francesi
- 2002-2003

Leudelange
Campionati francesi

### Strada
- 1987 (dilettanti)

Ronde de l'Isard d'Ariège
- 1992 (Castorama, tre vittorie)

2ª tappa Giro di Puglia (Lucera > Monte Sambuco)
Classifica generale Giro di Puglia
1ª tappa Tour de France (San Sebastián > San Sebastián)

#### Altri successi
- 1992 (Castorama)

Brienon-sur-Armancon
Criterium di Biernon
- 1993 (Castorama)

Triel-sur-Seine

## Piazzamenti

### Grandi Giri
- Giro d'Italia

1991: 29º
1992: 25º
- Tour de France

1991: 68º
1992: 48º
1993: 81º
1996: ritirato (10ª tappa)

### Classiche monumento
- Milano-Sanremo

1992: 116º
1993: 110º
1995: 91º
- Giro delle Fiandre

1990: 39º
- Liegi-Bastogne-Liegi

1990: 72º
1991: 68º
- Giro di Lombardia

1991: 97º

### Competizioni mondiali
- Campionati del mondo di ciclocross

Pontchâteau 1989 - Professionisti: 14º
Getxo 1990 - Professionisti: 16º
Gieten 1991 - Professionisti: 9º
Leeds 1992 - Professionisti: 19º
Corva 1993 - Professionisti: vincitore
Koksijde 1994 - Elite: 18º
Eschenbach 1995 - Elite: 7º
Montreuil 1996 - Elite: 14º
Middelfart 1998 - Elite: 13º
Sint-Michielsgestel 2000 - Elite: 10º
Zolder 2002 - Elite: 6º
Monopoli 2003 - Elite: 18º